# Senecio picridis
Senecio picridis là một loài thực vật có hoa trong họ Cúc. Loài này được S.Schauer miêu tả khoa học đầu tiên năm 1847.